# Karl Patrick Lauk
Karl Patrick Lauk, (Карл Патрик Лаук) (9 de janeiro de 1997 em Kuressaare) é um ciclista profissional estonio que milita nas fileiras do conjunto Bingoal WB.

## Trajetória
Em 2015, Karl Patrick Lauk ganhou uma etapa do Trois Jours d'Axel durante seu segundo ano como júnior. Depois correu de 2016 a 2018 no Team Pro Immo Nicolas Roux, onde se destacou no calendário amador francês. Também foi estagiário profissional duas vezes, em Astana Pro Team e depois dentro da formação Fortuneo-Samsic.
Em 2019, correu com a equipa Continentale Groupama-FDJ e converteu-se em duplo campeão sub-23 da Estónia e ganhou uma etapa do Alpes Isère Tour. No entanto, não foi fichado pela primeira equipa do Groupama-FDJ, integrante do World Tour. Karl Patrick Lauk voltou ao ciclismo amador com o clube Pro Immo Nicolas Roux em 2020. Rápido no sprint, uma vez mais distinguiu-se por ser um dos melhores ciclistas do circuito amador francês onde ganhou uma etapa da Volta a Rodas, outra do Baltic Chain Tour e outra do Tour de Guadalupe em 2021, no calendário UCI.
Seus bons resultados permitem-lhe finalmente incorporar à equipa profissional Bingoal WB em 2022.

## Palmarés
- 2017
  - Tour da Estónia, mais 1 etapa

- 2018
  - 3.º no Campeonato da Estónia em Estrada

- 2019
  - 1 etapa do Alpes Isère Tour
  - 2.º no Campeonato da Estónia Contrarrelógio

- 2020
  - Essor Basque
  - 2.º no Campeonato da Estónia em Estrada

- 2021
  - Tour da Estónia, mais 1 etapa
  - 1 etapa da Volta a Rodas
  - 1 etapa do Tour de Guadalupe
  - 1 etapa do Baltic Chain Tour
  - Grande Prêmio da Ville de Nogent-sur-Oise
  - 2.º no Campeonato da Estónia em Estrada

- 2023
  - 1 etapa da Tropicale Amissa Bongo[1]